# Brya
Genre
Brya est un genre de plantes à fleurs dicotylédones de la famille des Fabaceae, sous-famille des Faboideae, originaire des Antilles, qui comprend six espèces acceptées.

## Liste d'espèces
Selon The Plant List (27 octobre 2018) :
- Brya buxifolia (Murray)Urb.
- Brya chrysogonii Leon & Alain
- Brya ebenus (L.)DC.
- Brya hirsuta Borhidi
- Brya microphylla Bisse
- Brya subinermis Leon & Alain